# Сартаков, Игорь Анатольевич
Игорь Анатольевич Сартаков (укр. Ігор Анатолійович Сартаков; 2 января 1965) — советский и российский футболист, выступавший на позиции защитника и полузащитника.

## Биография
Воспитанник барнаульского «Динамо», где в 17 лет начал футбольную карьеру. После перерыва в один год возобновил выступления за команду. За время, проведённое в клубе, стал игроком основного состава, сыграв за 4 сезона 88 матчей.
В начале 1989 года получил приглашение от душанбинского «Памира», который впервые вышел в высшую лигу. В таджикском клубе провёл один сезон, после чего перешёл в алматинский «Кайрат», который в те годы боролся за возвращение в высшую лигу. В команде выступал до конца 1991 года — последнего чемпионата СССР.
После распада СССР переехал играть в украинском чемпионате. Первый сезон выступал за хмельницкое «Подолье» в первой лиге. Следующий розыгрыш, 1992/93, начинал уже в высшей лиге с командой «Волынь». После четырёх матчей чемпионата и одной игры на Кубок Украины вернулся в Барнаул, где завершил карьеру игрока и стал тренером юношеской команды местного «Динамо». Среди его воспитанников был Антон Кобялко.